# Isabel Frey
Isabel Frey (nascuda a Viena) és una cantautora i activista política d'esquerra jueva austríaca.

## Trajectòria
Nascuda a Viena en el bressol d'una família jueva asquenazita secular de classe mitjana, va formar part de petita del moviment juvenil socialista-sionista Ha-Xomer ha-Tsaïr. El seu pare va ser el periodista liberal Eric Frey i els seus avis paterns van ser supervivents de l'Holocaust. La seva família, tot i descrita com a «una mica assimilada, però no del tot», formava part activa del moviment sionista i tenia una forta aversió al ídix. Frey va assistir a l'escola dels diumenges i, durant les vacances, al shul. A causa de les «arrels assimilades austrohongareses» de la seva família, parlaven en hongarès i alemany, i consideraven el ídix com una llengua de «classe baixa». De jove, primer va viure un temps en un kibbutz al sud d'Israel, i després va tornar a Àustria, on va desenvolupar una visió del món diaspòrica, idixista i antisionista. Frey es va convertir en bat mitzvah a Or Chadasch, el corrent del judaisme reformista de Viena fundat pels seus avis i on el seu pare exerceix de president.
Frey va estudiar ciències socials, així com antropologia mèdica i sociologia a la Universitat d'Amsterdam. Va ser candidata a doctora (PhD) en el programa de doctorats estructurats «assumptes musicals» al Willy Brandt Center de Jerusalem. El 2020 va publicar el seu primer àlbum, Millenial Bundist, i a les eleccions municipals d'aquell mateix any va concórrer en el tercer lloc de la candidatura Links per a representar el districte històricament jueu de Leopoldstadt a l'Ajuntament de Viena.

### Opinió política
Autodenominada com a «bundista, jueva d'esquerres i antiracista», s'identifica amb la tradició política ídix, laica i socialista, que antigament va ser forta entre els jueus asquenazites d'Europa central i oriental. Com a antisionista i anti-assimilacionista, el concepte bundista de «doykeit» ("herència") ressona amb ella. Va qualificar el govern israelià d'«etnonacionalista». Així mateix, considera el sionisme com un «absurd» i una «farsa», responsable de «vendre de forma ambulant una identitat artificial» entre els jueus europeus laics. A Frey no li agrada el militarisme de la cultura israeliana i dona suport a una «Israel-Palestina multinacional, liberal i democràtica». També ha descrit el filosemitisme com un sentiment particularment fort a molts països europeus a causa de la «culpabilitat de l'Holocaust» i una «cultura del record» de l'Holocaust. Creu que aquesta actitud a Àustria i a Alemanya fa que els jueus siguin «fetitxitzats» d'una manera «pseudotolerant». Aquest fet l'ha portat a beneficiar-se dels privilegis dels blancs i dels privilegis de classe com a austríaca jueva blanca de classe mitjana, una visió que considera controvertida perquè «al teatre austríac de la memòria els jueus només poden ser la minoria més oprimida». Ha parlat en contra de l'antisemitisme de gent no jueva d'esquerres contra jueus austríacs i alemanys.